# Arxiu Comarcal del Baix Empordà
L'Arxiu Comarcal del Baix Empordà, situat a La Bisbal d'Empordà, fou un dels primers arxius comarcals de les comarques gironines. El conveni de creació es va signar el 15 de juny de 1982 i la primera seu fou inaugurada el 12 de març de 1984. Des d'aleshores fins a la fi de l'any 2011, l'arxiu ha ocupat una part del castell medieval de la capital baix empordanesa, concretament, l'ala sud que fou afegida al recinte original al segle xvi.
L'edifici actual ha estat inaugurat el 9 de juny de 2012, data de la signatura del conveni amb l'Ajuntament de La Bisbal i el Consell Comarcal del Baix Empordà, que participa en la gestió de l'equipament des de l'any 1991. El responsable de l'obra ha estat l'arquitecte Jordi Casadevall i Dalmau que també va dirigir les obres de restauració i adequació de la primera seu.

## Fons
L'Arxiu Comarcal del Baix Empordà conserva el fons municipal de l'Ajuntament de la Bisbal que fou l'origen de la seva creació, els de l'administració autonòmica a la comarca, i els d'altres administracions públiques, institucions públiques i privades i particulars de la comarca. Tot plegat representava a data de 31 de desembre de 2011 uns 1400 metres lineals de documentació textual més un nombre important d'imatges, plànols i cartells. Últimament, s'han reproduït digitalment un total de 311.117 pàgines (8,66 Tb) de documents textuals i fotografies dels fons històrics, així com de fons no ingressats i de tres publicacions bisbalenques.

## Documents destacats

### Llibre major de llinatge

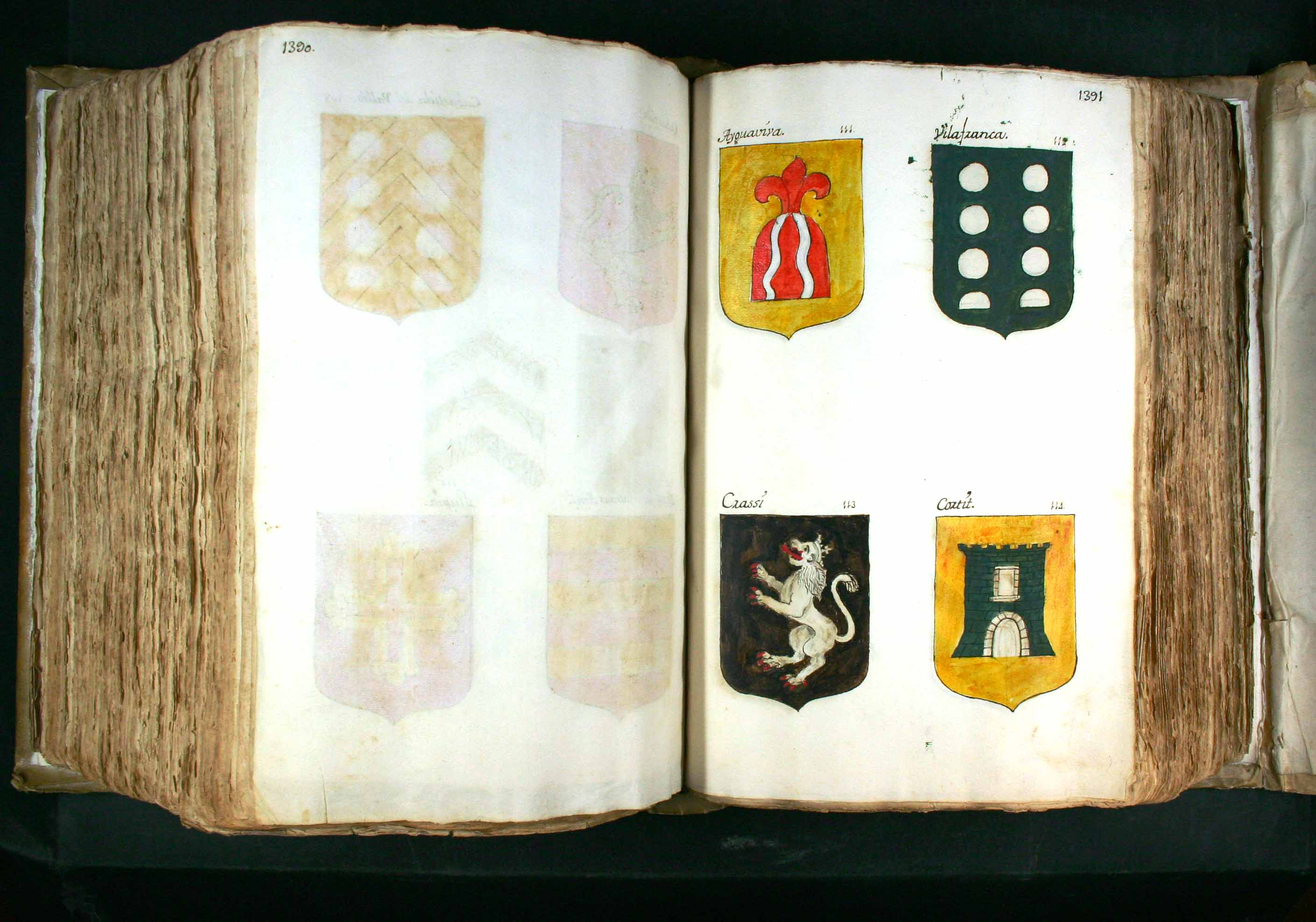
El Llibre Major de l'arxiu del llinatge noble Foixà i Boixadors del castell de Foixà és un paper amb cobertes de pergamí del

El Llibre Major de l'arxiu del llinatge noble Foixà i Boixadors del castell de Foixà és un paper amb cobertes de pergamí del segle xviii. L'any 1999 la Generalitat de Catalunya va adquirir, en subhasta mitjançant l'exercici del dret de tempteig, el llibre mestre del llinatge noble Foixà i Boixadors que va cedir en dipòsit a l'arxiu. Aquest document és un dels més significatius dels nombrosos fons patrimonials que conserva l'arxiu. La informació que conté de les propietats i l'extensió del patrimoni dels senyors del castell de Foixà ens permet també conèixer el contingut d'un fons que malauradament no s'ha conservat.

### Llibre de registre delseglexv

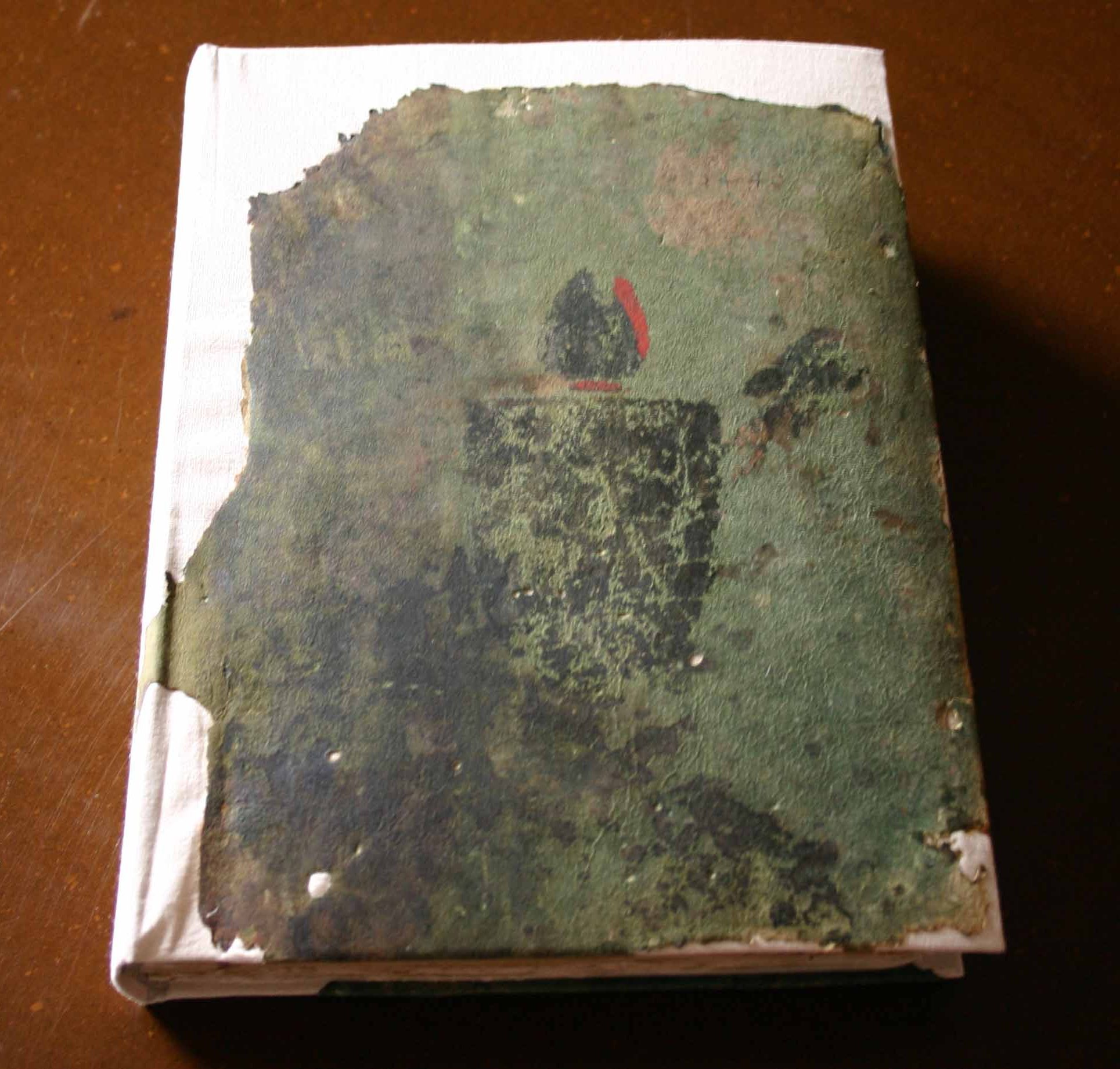
El Llibre de registre de la cort de la Bisbal data del

El Llibre de registre de la cort de la Bisbal és un paper enquadernat amb pell del segle xv. De l'antiga administració senyorial del castell de la Bisbal es conserva aquest llibre del segle xv que conté el registre de les actes i decisions que els funcionaris dugueren a terme entre 1438 i 1440.

### Transcripció de privilegis delseglexv

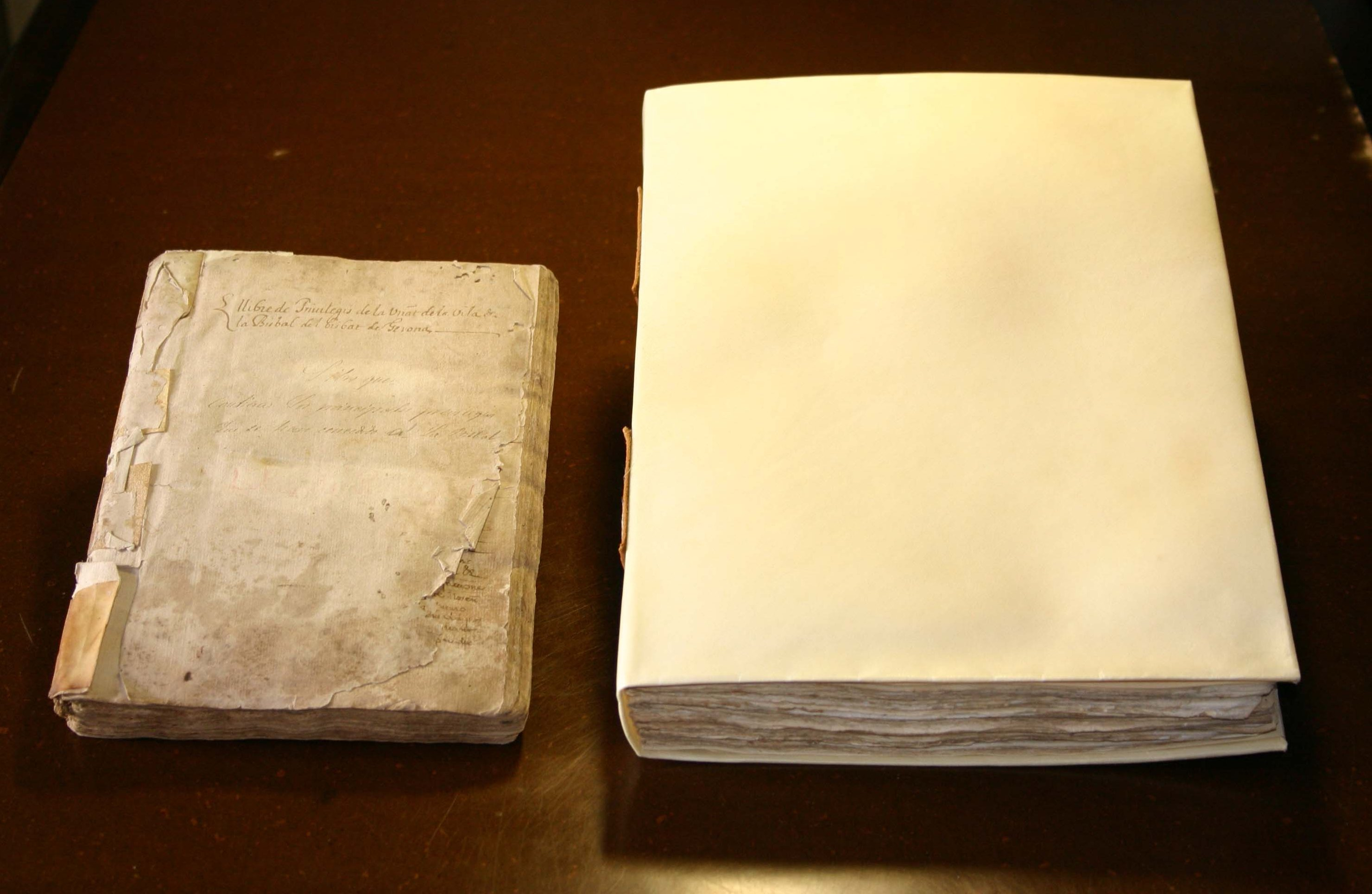
Documents del fons històric bisbalenc: llibre de transcripció de privilegis i manual d'acords, dos documents del

Es tracta de dos documents del fons històric bisbalenc: llibre de transcripció de privilegis i manual d'acords, que són de paper, del segle xv. El fons de l'Ajuntament de la Bisbal és el més voluminós dels fons de l'administració local. Cal destacar que, a banda de ser el nucli originari de l'arxiu comarcal, conté documentació que recula fins al segle xv i les sèries presenten una gran continuïtat cronològica.

### Retrat de persona desconeguda

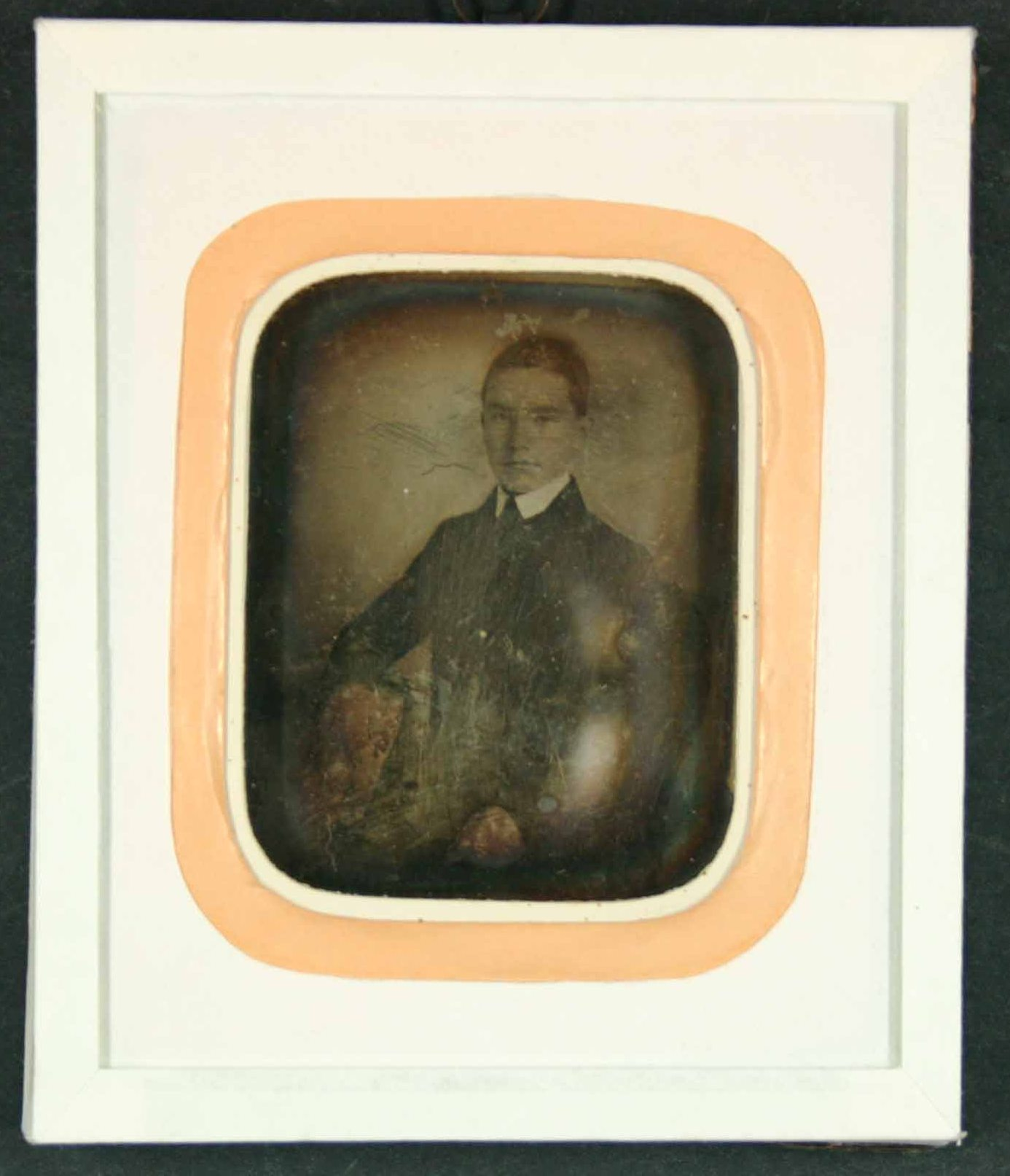
Daguerrotip amb el retrat de persona no identificada del, únic daguerrotip de l'arxiu que pertany al fons Salamó.

Únic daguerrotip de l'arxiu que pertany al fons Salamó, és el retrat d'una persona no identificada, del segle xix. Els nostres dipòsits contenen un nombre considerable d'imatges que provenen de tota mena de fons (administració local, patrimonials, etc.) i de col·leccions privades. Cal destacar el fons Emili Casas, primer fotògraf que obrí un estudi permanent a la Bisbal d'Empordà. Els negatius i positius són bàsicament del primer terç del segle xx. També ens han quedat testimonis de diverses tècniques fotogràfiques del segle anterior que es conserven en fons patrimonials.

### La Bisbal d'Empordà alseglexix
És un plànol de la Bisbal d'Empordà del segle xix. A més de les col·leccions fotogràfiques, destaquem les col·leccions de pergamins, impresos i plànols. D'aquests últims, la data més reculada és del segle xix, malgrat que el nombre de documents d'aquest període no és gaire elevat. Procedent de l'Arxiu Històric de Girona, aquest document ens mostra el desenvolupament urbà de la capital baixempordanesa.